# Organización Socialista Internacional
La Organización Socialista Internacional (OSI) fue una organización socialista revolucionaria que existió en Puerto Rico desde 1993 hasta 2014. Se distinguió por su defensa del socialismo desde abajo, la idea de que los propios trabajadores pueden tomar el poder y gobernar democráticamente la sociedad. Defendieron la Revolución Cubana en tanto revolución de liberación nacional, pero no consideran que haya sido jamás un ejemplo genuino de socialismo, sino un capitalismo de estado, según la teoría de Tony Cliff. La OSI defendió el derecho a la autodeterminación de los pueblos oprimidos y persiguió la independencia para Puerto Rico desde una perspectiva obrera haciendo énfasis en la necesidad de la solidaridad internacionalista. Fomentaba la unidad de la clase trabajadora en la lucha contra el racismo, el sexismo, la homofobia y la xenofobia, en especial la discriminación contra los inmigrantes dominicanos en Puerto Rico.
El antiimperialismo fue una parte importante de su trabajo, habiendo participado de la lucha por sacar a la marina de guerra estadounidense de la isla de Vieques, y organizado oposición a la guerra en Afganistán e Irak y al reclutamiento militar en escuelas y universidades. También se distinguió por su oposición a la reintroducción de la pena de muerte, y a los métodos policiacos represivos de mano dura. 
Aunque proponía la lucha por reformas en el presente para mejorar la calidad de vida de los trabajadores, mantenía como objetivo la eventual destrucción del capitalismo por la vía revolucionaria y la creación de un estado obrero orientado a la satisfacción de las necesidades humanas.
En 2009, ante la baja en las luchas obreras a nivel internacional y el virtual colapso del movimiento obrero en Puerto Rico, la OSI sufrió una división en su cúpula entre dos visiones opuestas.  Un grupo de dirigentes universitarios, dirigido por Alma Torres y Giovanni Roberto, argumentó que en la Universidad de Puerto Rico se desarrollaba un nuevo movimiento estudiantil del cual se nutriría la organización para su crecimiento y desarrollo.  Argumentaban que todas las energías organizativas debían disponerse al trabajo en el movimiento estudiantil para el reclutamiento del nuevo liderato estudiantil que ya se perfilaba. Anticipaban un crecimiento sin precedentes en números y calidad de miembros.
Otros miembros del liderato, Yolanda Rivera y Roberto Barreto, cuestionaron la orientación “movimientista” que disponía de casi la totalidad de los recursos organizativos al trabajo en el movimiento estudiantil.  Aunque reconocían que se aproximaban grandes luchas en la Universidad de Puerto Rico, sostenían que en el periodo general de bajas luchas obreras hacía falta mucha claridad teórica para mantener una visión socialista revolucionaria.  Por tanto, la organización pequeña que quiera sobrevivir un período de conservadurismo necesita gran énfasis en la educación política interna, el desarrollo de perspectivas críticas y una fuerte rutina organizativa propia.  Su participación en los movimientos no puede sacrificar esos elementos.
Como consecuencia de estas diferencias renuncian Rivera y Barreto de la organización.  Socialismo Internacional, su periódico, deja de ser distribuido en marchas y piquetes pues pasó de ser una publicación impresa a ser solamente digital. Le sustituye parcialmente un boletín de publicación irregular, Alerta Roja.  El movimiento estudiantil produce una importante huelga contra el aumento en el costo de la matrícula y otras medidas neoliberales.  Giovanni Roberto se consolida como líder de la huelga estudiantil de 2010.  A pesar de su extraordinario nivel de desarrollo político, sin el apoyo del movimiento obrero la huelga no logra sus objetivos.  A pesar de su total inmersión en el proceso huelgario la OSI no logra sus expectativas de crecimiento.
En sus últimos años la OSI tuvo una importante participación en la defensa del derecho a la fianza.  También fomentaron formas de ayuda mutua mediante la organización de comedores sociales.  Giovanni Roberto se ha referido al período de la siguiente manera: “Un período coyuntural que se abrió en 2009 y se cerró en agosto de 2012 con la victoria del NO, y cuyo punto más alto estuvo en la huelga estudiantil, no en octubre de 2009. Vale preguntarse a dónde fue toda esa “energía.” Sobre todo, cuánta sintonía hemos tenido las izquierdas para leer los momentos, aprender de ellos y saber impulsar adecuadamente estrategias de cambio duraderas. Después de todo, en 2014 la Organización Socialista Internacional de la que era parte desapareció”.

Entre 1997 y 2009 publicaron el periódico Socialismo Internacional de forma impresa.  Luego mantuvieron la versión digital hasta 2014 en que terminó su publicación.